# Каштаново (Закарпатская область)
Каштаново (укр. Каштаново) — село в Косоньской сельской общине Береговского района Закарпатской области Украины.
Население по переписи 2001 года составляло 262 человека. Почтовый индекс — 90220. Телефонный код — 03141. Занимает площадь 0,24 км². Код КОАТУУ — 2120484002.